# مقياس التداخل ماخ زيندر

الشكل 1. مقياس التداخل ماخ زيندر كثيرا ما يستخدم في مجالات الديناميكا الهوائية، فيزياء البلازما و نقل الحرارة لقياس الضغط والكثافة ودرجة الحرارة في الغازات. في هذا الشكل، كنا نتصور تحليل لهب الشمعة. إما إخراج صورة يمكن رصدها.

في الفيزياء، مقياس التداخل ماخ زيندر هو جهاز يستخدم لتحديد تغيرات طور الموجة النسبي بين حزمتين مسدّدتين ومستمدتين عن طريق تقسيم الضوء من مصدر واحد. وقد استخدم مقياس التداخل، من بين أمور أخرى، لقياس تغيرات الطور بين الحزم التي تسببها عينة أو تغير في طول أحد المسيرات. يدعى هذا الجهاز نسبة إلى الفيزيائيين لودفيغ ماخ (ابن إرنست ماخ) و لودفيغ زيندر: تم تنقيح اقتراح زيندر في مقال 1891، من قبل ماخ في مقالة 1892.

## مقدمة
مقياس التداخل ماخ زيندر هو أداة قابلة للتهيئة بشكل كبير. وعلى النقيض من مقياس ميكلسون للتداخل المشهور فإن كل مسار من مسارات الضوء المفصولة بشكل جيد لا يمر إلا مرة واحدة فقط.
إذا قررت أن تنتج هامش في الضوء الأبيض، فمنذ أن يكون للضوء الأبيض طول تناسب محدود، حسب ترتيب الميكرومتر، يجب توخي الحذر الشديد لموازنة المسارات الضوئية على طول جميع الأطوال الموجية، أو عدم ظهور أي هامش. كما رأينا في الشكل 1. (يوجد خطأ في الرسم حيث يجب تبادل كل من صور الشمعة)، سيتم وضع خلية تعويض مصنوعة من نفس النوع من الزجاج مثل خلية الاختبار (بحيث يكون لها تشتت بصري متساوي) في مسار الحزمة المرجعية لتتناسب مع خلية الاختبار. نلاحظ أيضا التوجيه الدقيق  لمقسمي الحزمة. سوف يتم توجيه الأسطح العاكسة لمقسمي الحزمة إلى أن تمر الحزم الاختبارية والمرجعية بكمية متساوية من الزجاج. في هذا الاتجاه، تشهد كل من الحزم الاختبارية والمرجعية انعكاسين على السطح الأمامي، مما ينتج عنه نفس العدد من انقلابات الطور. الذي يسير بطول مسار بصري متساوٍ في الحزم الاختبارية والمرجعية ينتج الضوء الأبيض من هامش التداخل البناء.